# Escudo de Columbia Británica
El Escudo de Armas de Columbia Británica (conocido oficialmente como Las Armas de Su Majestad en Derecho de Columbia Británica) está conformado por el escudo y el lema. La forma actual del escudo de armas le fue concedida a Columbia Británica el 31 de marzo de 1906, por el Rey Eduardo VII.

## Símbolos
El escudo muestra la Bandera del Reino Unido, con una corona en el centro. En la base se aprecia el sol poniéndose en el océano, representando la ubicación de la provincia en el Océano Pacífico.
El lema Splendor Sine Occasu, está escrito en latín y significa "Esplendor sin Mengua" o "Belleza sin Fin."
A las armas se les adicionó una cimera, soportes y una división concedidos por la Reina Isabel II el 16 de octubre de 1987.
La cimera es la empleada por el monarca británico (un león dorado descansando sobre sus cuatro extremidades, de cara al frente, ostentando la corona real), diferenciada con una guirnalda de Cerezo Silvestre del Pacífico, la flor provincial.
Los sujetadores son un alce erguido y un carnero cuernilargo. El wapiti de la Isla de Vancouver y el carnero cuernilargo de tierra firme simbolizan la unión de las dos colonias que se juntaron para formar la Columbia Británica en 1866.
El compartimiento es una guirnalda de Cerezo Silvestre del Pacífico.

### Evolución histórica del escudo

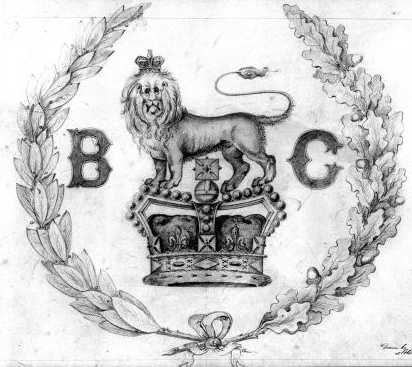
El escudo real de la era colonial de la Columbia Británica
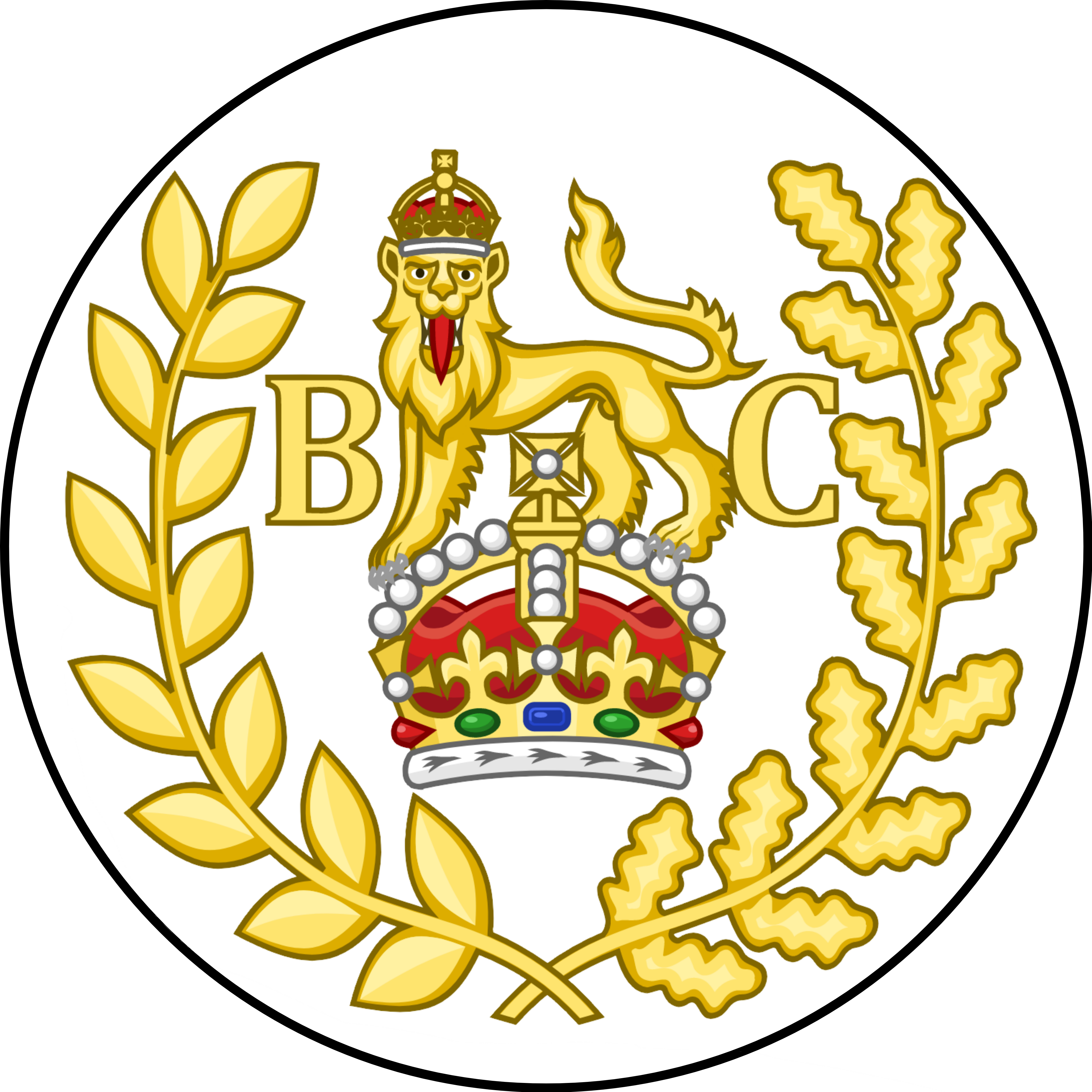
Insignia de la Columbia Británica (1870)
Una representación moderna de la versión inicial del escudo de armas de 1895